# 류자후이
류자후이(劉家輝, 유가휘, 영문명은 Gordon Liu, 1951년 8월 22일 ~ )은 중화인민공화국 홍콩 특별행정구의 영화배우, 영화감독, 영화연출가, 무술가, 텔레비전 연기자(탤런트)이다. 본명은 셴진시(冼錦熙, 승금희)이다.

## 생애
중화인민공화국 광둥성 포산에서 출생하여 지난날 한때 중화인민공화국 광둥성 광저우에서 잠시 유아기를 보낸 적이 있는 그는 어린 시절에 홍콩으로 이주하였고 중학교를 중퇴한 뒤에는 황페이홍(黃飛鴻, 황비홍)의 적전 제자인 류잔(劉湛, 유담)의 무술 도장(무관 武官)에 다니며 중국 남파 권법의 일종인 홍가권(洪家拳)을 수련하였다. 류잔(劉湛, 유담)의 무술 도장에서 유독 뛰어난 실력을 자랑하던 그는 류잔(劉湛, 유담)의 제자이자 아들인 류자량(劉家良, 유가량, 1934년 7월28일 출생 ~ 1934년 7월 28일~2013년 6월 25일 사망)의 눈에 들어 그와 함께 의형제를 맺고 동생이 되었다. 황비홍의 제자였던 임세영을 사부(스승)로 둔 류잔(劉湛, 유담)이 가르쳤는데 그때 류잔(劉湛, 유담)과 그의 아내가 류자후이(劉家輝, 유가휘)를 좋아하고 무술을 가르칠 때 부부가 그에게 도움을 많이 주었다고 한다. 그는 이때 본명을 류잔(劉湛, 유담)을 존경하는 의미로 류씨성(유씨, 劉氏)으로 바꾸고 성(姓)이 아닌 이름마저도 전체적으로 류자후이(劉家輝, 유가휘)라고 개명했다. 이때 입양된 것으로 류자후이(劉家輝, 유가휘)를 세간에서는 흔히 오해하는데 수양 아들처럼 된 것이지 류씨(유씨, 劉氏) 가문의 호적까지 그가 올려진 것은 아니고 성(姓)과 이름만 바꾸었다고 한다. 그래서 류자량(劉家良, 유가량, 류잔의 3남)을 맏형, 류자량(劉家良, 유가량)의 동생인 류자룽(劉家榮, 유가영, 1944년 홍콩 출생, 류잔의 4남)을 둘째형으로 모시게 되었다. 류자량(劉家良, 유가량)은 무술 배우이자 무술 영화감독이며 무술감독이기도 했었다. 그 후, 류씨(유씨) 3형제는 실질적으로 홍콩 무술 영화사를 다시 쓰게 된다. 주조연 배우들로서 또 영화감독들과 무술 감독들로서.
류자후이(劉家輝, 유가휘)는 영화배우로 영화계에서 첫 시작을 하였으나 처음부터 영화배우나 영화감독과 무술감독을 했었던 것은 아니었다. shípping clerk 라는 직업을 가졌던 평범한 일반인이었으나 류잔(劉湛, 유담)의 4남이자 류씨 3형제(劉氏 三人幇, 류씨 3인방)에서 바로 위의 의형(義兄)이었던 류자룽((劉家榮, 유가영)이 먼저 홍콩 무술영화계에서 활동하고 있었으므로 그의 도움을 받아서 데뷔를 하게 된다. shípping clerk는 선적 사무원, 운송 대리점 사원; (회사 등의) 발송 담당 등의 뜻으로 번역되므로 그런 운수업계의 샐러리맨이었던 것으로 보인다. 홍콩 TVB 방송국에서 뛰어난 무술 실력으로 무술 드라마 속의 주연 배역을 고정적으로 맡으면서 이름을 알리기 시작한다. 그 후로는 경찰국장역으로 다시 TVB의 드라마에서 인기를 얻는다. 정의를 실천하는 경찰역의 드라마는 매우 흔하게 제작되었기 때문이라고 한다. 그 다음부터는 대중적인 절찬과 선풍적인 인기를 얻은 소림사36인방을 위시한 무수한 소림사 시리즈의 무술승을 홍콩의 영화계에서 맡아서 근육질의 몸과 완전 삭발한 대머리로 독보적인 커리어를 쌓기 시작한다. 류씨 삼인방(劉氏 三人幇, 유씨 3형제)에서도 가장 인기있는 배우는 막내인 류자후이(劉家輝, 유가휘)였었다. 액션스타로서 막강한 위치에 오른 그는, 노년인 2008년에는 발리우드 영화인 찬드니 초크 투 차이나 (CC2C)에서 악역으로 출연한다. 또 2009년에는 최초의 이탈리아 무술 다큐멘터리인 로렌조 드 루카 감독의 영화 드래곤랜드에서 자신의 의형인 류자량(劉家良, 유가량)등과 함께 출연하기도 하였다. 두 번의 결혼으로 각각 두 딸과 1남1녀를 얻었던 그는, 2011년 밴드와 공연을 하던 중 머리를 다쳐 뇌졸중 증세를 보였으나 최근에는 호전이 어느 정도 되었다. 

### 작품 활동
1966년 15세 때 홍콩에서 월극배우로 첫 데뷔한 그는 1년 후 1967년 홍콩 영화 《공중녀살수(空中女殺手)》라는 작품으로 본격적으로 영화배우로 데뷔하였고 7년 후 1974년 창체(張徹, 장철) 감독의 《소림오조(少林五祖)》에서 단역으로 출연한 것을 시작으로 《소림사(少林寺)》, 《홍권여영춘(洪拳與詠春)》 등으로 이름을 알린 뒤 1976년 《육아채와 황비홍(陸阿采與黃飛鴻)》에서 주인공 황비홍(黃飛鴻, 황페이홍) 역을 맡아 뛰어난 홍가권 솜씨와 연기로 스타덤에 올랐다. 그 후 1978년 《살출중위(殺出重圍)》에 주연하였는데 이 영화로 영화감독과 영화 무술감독 데뷔도 하였다. 뒤이어 《소림36방(少林三十六房)》에서 삼덕화상역으로 큰 히트를 친 뒤 최고의 무협영화배우 가운데 한 사람이 되었다. 1985년 《묘탐자보(妙探孖寶)》에 주연을 하였고, 이 영화로 영화 제작자로 데뷔하였다. 민머리로 삭발한 소림사 스님으로 많이 출연한 덕에 머리카락이 전혀 없는 얼굴과 머리 모습에 창이나 곤봉 같은 무기를 들고 상반신이 다 노출되거나 승복을 입은 영화속 사진들만 봐도 바로 류자후이(劉家輝, 유가휘) 그라고 알아보는 팬들이 어디에나 있을 정도로 대단한 선풍적인 인기를 끌었다. 류씨(劉氏, 유씨) 3인방인 류씨(劉氏, 유씨) 3형제 중에서도 배우로서는 가장 두드러진 활약으로 당시 홍콩 무술 영화계와 동남아 국가들에서는 가히 슈퍼스타급이었다. 한국에서도 그의 트레이드 마크인 이마 한가운데에 흰 점들인 소림사 무승(武僧)들에게만 찍히던 계인(戒印)이 여러 개 찍힌 대머리 스님의 이미지로 전설적인 명성이 널리 회자될 정도였다. 그 점은 한국 태권도 무술인 출신의 황정리가 청룽(成龍, 성룡) 및 여러 중화권(특히 홍콩) 액션 배우들의 영화에 주로 더빙으로 홍콩의 광둥어나 간혹 베이징과 대만의 만다린 대사를 하며 대단히 많은 다작 출연을 했음에도 고국인 한국에서는 거의 모르고 있는 것과 비슷하다. 황정리의 인기도 당시에는 굉장하여서 일본 만화가 토리야마 아키라가 그린 드래곤볼의 만화와 애니메이션에도 황정리의 평상시 가장 즐겨 등장하던 영화 속 공통적인 캐릭터와 헤어 스타일과 복장을 아이디어로 삼아 만든 등장인물 캐릭터가 특별히 있을 정도이다. 독창적이면서도 아웃사이더적인 영화 세계와 그만큼이나 신드롬급의 인기와 재능으로 유명한 영화감독 쿠웬틴 타란티노가 그를 숭배라도 하듯이 열광적인 팬이었다. 그래서 만년의 노인이 된 류자후이(劉家輝, 유가휘)를 킬 빌 1과 킬 빌2 두 편의 모든 킬 빌 시리즈 작품에 조연으로 출연을 요청했다. 오마주의 영화 속 의미와 그의 액션 배우였던 평생의 커리어에 대한 존경하는 의미로.
그는 1960년대와 1970년대에 다수의 영화들을 한국에서 한홍 합작으로 촬영하였다. 여배우 장미희, 작고한 고(故) 김영일과 황정리와 왕룡 등의 당시에 유명 한국 남자 액션 스타들과 한국에서 로케를 하며 함께 출연하였다.

## 출연작
영화
- 《공중녀살수》(1967년)
- 《살출중위》(1973년)
- 《소림오조》(1974년)
- 《소림사》(1976년)
- 《육아채와 황비홍》(1976년) - 황비홍 역
- 《홍희관》(1977년)
- 《소림36방》(1978년) - 삼덕 화상 역
- 《중화장부》(1978년) - 아토 역
- 《당랑》(1978년)
- 《란두하》(1979년) - 사황자 역
- 《홍문정삼파백련교》(1980년) - 홍문정 역
- 《돌아온 소림36방》(1980년) - 인걸 역
- 《장배》(1981년) - 제임스 역
- 《소림여무당》(1981년)
- 《무관》(1981년) - 황비홍 역
- 《십팔반병기》(1982년)
- 《오랑팔괘곤》(1983년) - 양오랑 역
- 《벽력십걸》(1985년) - 삼덕 화상 역
- 《제자야풍광》(1985년) - 북원 제자 역
- 《공작왕》(1988년) - 쿠비라 역
- 《취권 3》(1994년)
- 《킬 빌》(2003년)
- 《킬 빌 2》(2005년) - 파이메이 역
- 《소걸아》(2010년) - 신선 역

TV 드라마
- HK TVB《황비홍과 십삼이》(2005년) - 황비홍 역
- HK TVB《영춘》(2005년) - 용형마교 역
- HK TVB《홍권가영춘》(2007년)
- TZTV《선검기협전 3》(2009년) - 사검선 역

## 기타
쿠엔틴 타란티노 감독이 개인적인 숭배를 바칠 만큼 광팬이었다. 원래 액션 영화를 동서양과 쟝르를 불문하고 미친 사람처럼 마치 섭렵하듯이 탐닉하는 그의 컬트적인 영화 취향과 마샬 아트(martial arts)라고 하는 동양의 무술들에 대한 애호로 한국 액션 영화와 액션 영화를 연출한 한국 감독들까지도 파악하고 선호하는 그였다. 만년에  류자웨이(劉家輝, 유가휘)가 노인이 되었어도 존경과 오마주의 의미로 킬빌 시리즈인 킬빌1과 킬빌 2 모두에 그를 출연시켰다. 

## 같이 보기
- 쇼브라더스
- 황페이홍